# رومولو (بازیکن فوتبال، زاده ۱۹۸۷)
رومولو سوزا اورستس کالدیرا (پرتغالی: Rômulo Souza Orestes Caldeira؛ زادهٔ ۲۲ مهٔ ۱۹۸۷) که عموماً با نام رومولو شناخته می‌شود، بازیکن فوتبال اهل برزیل است.
از باشگاه‌هایی که در آن بازی کرده‌است می‌توان به ژوونتود، شاپه‌کوئنزه، کروزیرو، اتلتیکو پارانائنزه، فیورنتینا، ورونا، یوونتوس، جنوآ، لاتزیو و برشا اشاره کرد.